# 马斯卡拉斯-阿龙
马斯卡拉斯-阿龙（法語：Mascaraàs-Haron，法語發音：[maskaʁas aʁɔ̃]）是法国大西洋比利牛斯省的一个市镇，位于该省东北部，属于波城区。该市镇于1831年由原市镇马斯卡拉斯（Mascaraàs）与阿龙（Haron）合并而成。

## 地理
马斯卡拉斯-阿龙（43°32'26"N, 0°13'25"W）面积8.76 平方千米，位于法国新阿基坦大区大西洋比利牛斯省，该省份为法国东南部省份，涵盖了贝阿恩与北巴斯克，西临大西洋比斯開灣，北至朗德省，东北接热尔省，东临上比利牛斯省，南与西班牙接壤。
与马斯卡拉斯-阿龙接壤的市镇（或旧市镇、城区）包括：巴利拉克-莫米松、比罗斯芒杜斯、卡斯泰特皮贡、波尔泰、圣让普季、塔杜斯-于索、塔龙-萨迪拉克-维耶勒纳沃。
马斯卡拉斯-阿龙的时区为UTC+01:00、UTC+02:00（夏令时）。

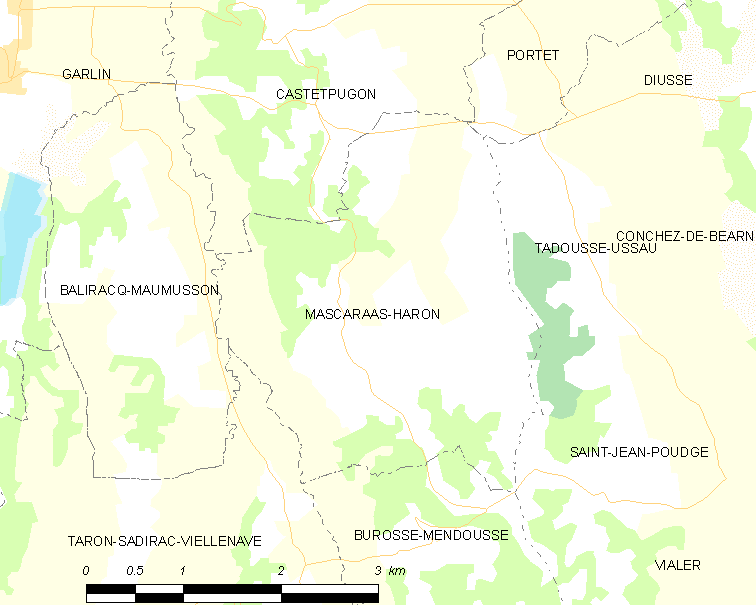
马斯卡拉斯-阿龙的OSM定位图

## 行政
马斯卡拉斯-阿龙的邮政编码为64330，INSEE市镇编码为64366。

## 政治
马斯卡拉斯-阿龙所属的省级选区为吕伊河土地和维克比伊山坡县。

## 人口

1962-2008年间马斯卡拉斯-阿龙人口变化图示

马斯卡拉斯-阿龙于2022年1月1日时的人口数量为112人。